# Збірна Каскадії з футболу
Збірна Каскадії з футболу — офіційна футбольна команда північноамериканського біорегіону Каскадія, не визнана асоціаціями ФІФА та УЄФА. Є членом федерації футбольних асоціацій невизнаних держав і територій КОНІФА.
Головним завданням команди є «...дозволити Каскадії як окремої культурної спільноти, ізольованого біорегіону і зростаючого суспільства з спільними інтересами бути представленим на міжнародному рівні у спорті, до якого всі долучені».